# Living with the Past
Living with the Past — живий альбом англійської групи Jethro Tull, який вийшов 30 квітня 2002 року.

## Композиції
1. Intro – 0:22
2. My Sunday Feeling – 4:00
3. Roots to Branches – 5:34
4. Jack in the Green – 2:40
5. The Habanero Reel – 4:03
6. Sweet Dream – 4:54
7. In the Grip of Stronger Stuff – 2:57
8. Aqualung – 8:20
9. Locomotive Breath – 5:26
10. Living in the Past – 3:27
11. Protect and Survive – 1:01
12. Nothing Is Easy – 5:16
13. Wond'ring Aloud – 1:54
14. Life Is a Long Song – 3:32
15. Christmas Song – 3:05
16. Cheap Day Return – 1:12
17. Mother Goose – 1:57
18. Dot Com – 4:28
19. Fat Man – 5:06
20. Some Day the Sun Won't Shine for You – 4:13
21. Cheerio – 1:36

## Учасники запису
- Мартін Барр — гітара
- Ян Андерсон — гітара, вокал
- Дейв Пегг — бас-гітара
- Доун Перрі — барабани
- Андрій Гіддінгс — клавіші